# Muriel van Schilfgaarde
Muriel van Schilfgaarde (Linschoten, 10 de mayo de 1968) es una deportista neerlandesa que compitió en remo.
Ganó dos medallas en el Campeonato Mundial de Remo, en los años 1994 y 1995. Participó en los Juegos Olímpicos de Atlanta 1996, ocupando el sexto lugar en la prueba de ocho con timonel.

## Palmarés internacional
| Campeonato Mundial | Campeonato Mundial            | Campeonato Mundial | Campeonato Mundial |
| Año                | Lugar                         | Medalla            | Prueba             |
| ------------------ | ----------------------------- | ------------------ | ------------------ |
| 1994               | Indianápolis (Estados Unidos) | Medalla de oro     | Cuatro sin timonel |
| 1995               | Tampere (Finlandia)           | Medalla de bronce  | Ocho con timonel   |